# Osas Idehen
Osamudienwen « Osas » Idehen, né le 13 mai 1990 à Umuahia au Nigeria, est un footballeur international nigérian qui évolue au poste d'attaquant. 
Formé au Enyimba FC, il joue désormais au Viêt Nam pour le compte du Xi Măng Hải Phòng Football Club.

## Parcours en club
Osas Idehen fait ses débuts professionnels lors de la saison 2009-2010 dans le championnat nigérian. Pour sa première saison il se distingue déjà en décrochant le titre de champion du Nigeria avec l'Enyimba FC, et termine troisième meilleur buteur avec 12 réalisations.
Cette bonne saison lui permet de faire un essai au Danemark au club de Brøndby en août 2010, mais Idehen ne parvient pas à convaincre les dirigeants.
En novembre 2010, il signe un contrat pour le club vietnamien du Xi Măng Hải Phòng Football Club où son intégration est facilitée par la présence de deux compatriotes. Le 22 janvier 2011, il fait ses débuts avec son nouveau club face au Khatoco Khánh Hoà FC et inscrit le but de la victoire. Le 13 mars, lors d'un match disputé face à Hoàng Anh Gia Lai, Osas Idehen se blesse et déclare forfait pour le reste de la saison. Il quitte le club deux mois plus tard et est actuellement sans club.

## Parcours en sélection nationale
Le 3 mars 2010, il fait ses débuts internationaux avec l'équipe du Nigeria de football face à la RD Congo. L'absence de quelques joueurs notables dans la sélection due à l'organisation tardive de la rencontre facilite sa titularisation en attaque aux côtés de Peter Utaka. Finalement, Idehen inscrit un doublé face à une sélection privée de ses éléments évoluant en Europe.
Osas Idehen n'a depuis plus été appelé en sélection.

## Buts en sélection
|   | Date        | Lieu           | Adversaire | Resultat | Compétition |
| - | ----------- | -------------- | ---------- | -------- | ----------- |
| 1 | 3 mars 2010 | Abuja, Nigeria | RD Congo   | 5-1      | Amical      |
| 2 | 3 mars 2010 | Abuja, Nigeria | RD Congo   | 5-1      | Amical      |

## Palmarès
Champion du Nigeria 2009-2010 avec l'Enyimba FC